# Anacletèria
Anacletèria (en grec antic ἀνακλητήρια) era una solemnitat celebrada a l'antiga Grècia per la que un príncep hereu era proclamat rei. Se celebrava quan el nou governant assumia el poder i feia un jurament públic.
El nom es va utilitzar principalment pels reis Ptolemeus d'Egipte, segons Polibi. El príncep anava a Memfis i era adornat pels sacerdots amb la diadema sagrada i conduït al temple de Ptah on prometia no fer innovacions ni per l'ordre i en el nom de l'any ni per canviar els festivals. Després carregava i portava a una certa distància el jou d'Apis per recordar els sofriments dels homes. Celebracions i sacrificis posaven fi a la festa, segons diu Diodor de Sicília. Després es va donar el mateix nom en altres llocs de cultura hel·lenística.